# Stein an der Traun

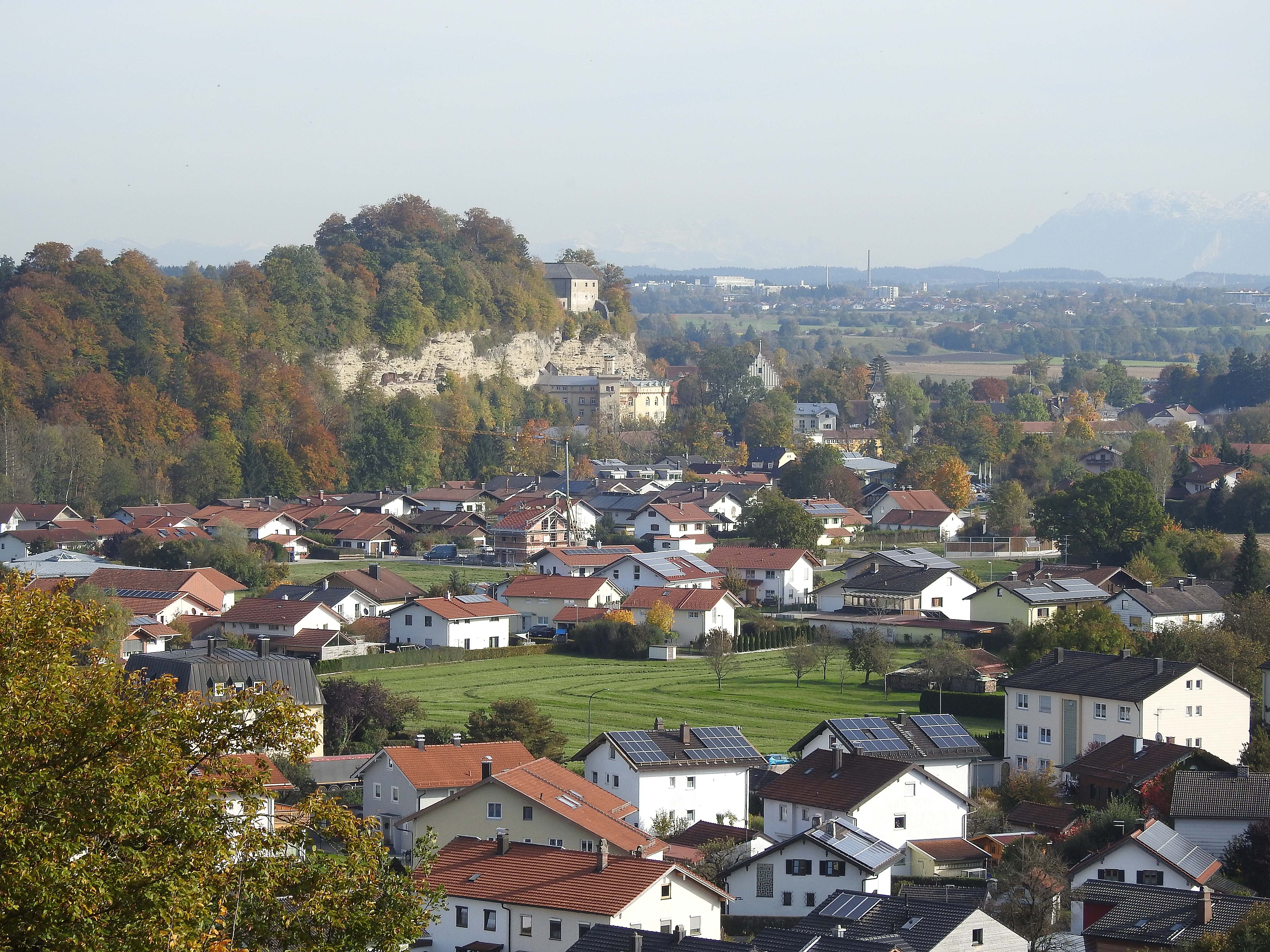
Stein an der Traun mit Schloss Stein von Nordwesten

Stein an der Traun (amtlich Stein a.d.Traun) ist ein Stadtteil von Traunreut und war früher eine eigenständige Gemeinde im Landkreis Traunstein.

## Geographische Lage
Die Ortschaft liegt an der B 304 zwischen Traunstein und Altenmarkt an der Alz auf einer Höhe von 508 m über dem Meeresspiegel.

## Geschichte

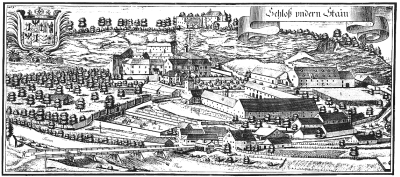
Kupferstich von Michael Wening in Topographia Bavariae um 1700

Die Region von Stein an der Traun hatte bereits früh zivilisatorische Bedeutung: Die in einer etwa vierzig Meter hohen senkrechten Konglomeratwand nahe dem Ufer der Traun entstandenen großen Höhlen wurden schon von den Kelten als Zufluchtsort genutzt. Eine vorgeschichtliche Siedlung konnte bisher nicht nachgewiesen werden, doch wurde im Bereich der Allee zur Kapelle des Heiligen Johannes von Nepomuk ein großes hallstattzeitliches Hügelgräberfeld entdeckt, das im Zeitraum 750–450 v. Chr. angelegt worden war.
Eine der Höhlen der Felswand wurde im Mittelalter zu der größten Höhlenburg Deutschlands ausgebaut. Sowohl am Fuße als auch am oberen Rand der Wand entstand eine stark befestigte Burg, genannt Schloss Stein bzw. Hochschloss. Die Ursprünge des Hochschlosses sind nicht vollständig geklärt, möglicherweise stammt es bereits aus römischer oder keltischer Zeit. Die ausgewählte Höhenlage des Hochschlosses erlaubt flussabwärts Sichtkontakt bis Baumburg und flussaufwärts bis Irsing. Das Schloss Stein, das 1135 erstmals urkundlich erwähnt wurde, befand sich bis 1320 im Besitz einer Adelsfamilie, deren zahlreiche männliche Mitglieder als „milites de Steine“ Spuren in Urkunden hinterlassen haben. Nach dem Aussterben dieser Familie im Mannesstamm befand sich die Burganlage bis 1633 im Besitz der Familie Toerring. Carl Graf Fugger von Pfirt erwarb 1662 den Besitz, der nach seinem Ableben im gleichen Jahr an seine Tochter Maria Johanna und den Schwiegersohn Albrecht Wilhelm Freiherr von Lösch kam. Zwar heiratete nach Löschs Tod die Witwe Sebastian Freiherr von Thurn und Taxis, doch blieb das Schloss im Besitz der Familie Lösch, die es bis 1829 behielt.
Bereits Anfang des 13. Jahrhunderts soll die Burg das Refugium des Raubritters „Heinz vom Stein“ gewesen sein. Carl Oskar Renner veröffentlichte 1979 die „Chronik vom abenteuerlichen Leben des Ritters Heinz vom Stein, genannt der Wilde“, und auch heute dient der legendäre Raubritter als touristische Attraktion.

Stein mit seinem Mühlbach im Jahr 1611

Vermutlich bereits im 13. Jahrhundert wurde der Steiner Mühlbach gegraben, dessen Wasser oberhalb der Poschmühle aus der Traun ausgeleitet und nach dem Schloss Stein wieder in sie eingeleitet wird. Der Mühlbach trieb früher drei – zeitweise auch vier – Wassermühlen an, die als Mahlmühlen, Sägewerke und Hammerwerke dienten.
Am 1. Mai 1489 wird erstmals urkundlich ein Wirt erwähnt, der in der Hofmark Stein gebrautes Bier ausschenkte, ein „Kellner zum Stain“ (namens Hanns Federl) bereits am 25. Juli 1408. Im Jahr 2014 konnte die Belegschaft der heutigen Schlossbrauerei Stein deshalb auf eine seit mindestens 525 Jahren andauernde Brautradition zurückblicken.
Ab dem Ende des 17. Jahrhunderts bis zum Jahr 1936 wurden einige etwas nördlich der Höhlenburg gelegene Kavernen in der Nagelfluhwand von Eremiten bewohnt, die auch die Schüler des Ortes unterrichteten.
Gegen Ende des 15. Jahrhunderts wurde die Hofmark Stein gebildet, die urkundlich erstmals 1558 erwähnt wird. Um die Wende vom 18. zum 19. Jahrhundert gehörten zur Hofmark Stein folgende Orte:
| - Abdecker - Anning - Buchberg - Daxberg - Gigling - Hochreit - Höhenberg - Hohenester | - Katzwallner - Mais - Oberhaus - Pechler - Plettenberg - Poschmühle - Reit - Roitham | - Sankt Georgen - Schneckenberg - Steineck - Straßbinder - Waldburger - Weisbrunn - Weisham - Zieglstadl |

Die Hofmark Stein war die größte Grundherrschaft im Landgericht Trostberg, die zweitgrößte war bis zur Säkularisation um 1803 das Kloster Baumburg gewesen.
Im Zuge der Steuervermessung von 1808 wurde in Stein aus der Hofmark ein patrimonialgerichtlicher Steuerdistrikt gebildet, dem ein Patrimonialgericht mit Gerichtshalter zur Gerichtsausübung zugeordnet war; 1818 wurde dann die ehemalige Hofmark Stein in die Gemeinde Stein umgewandelt. 1820 befand sich der Steuerdistrikt Stein in den Händen des königlichen Kämmerers und Hofrats Emanuel von Lösch. 1845 kaufte Amélie von Leuchtenberg, Witwe des Kaisers von Brasilien, Schloss Stein sowie Seeon für sich und ihre Tochter. 1848 trat sie das Gericht Stein gegen eine Entschädigung an den Staat ab. Die Gemeinde Stein hatte damit ihre volle Selbständigkeit erlangt.
Am 1. Mai 1926 wurde die bis dahin selbständige Gemeinde Haßmoning der Gemeinde Stein angegliedert; sie hatte sich seit 1818 aus dem Steuerdistrikt Pattenham entwickelt.
Das Schloss und Gut Stein war in der Region über Jahrhunderte ein wichtiger Wirtschaftsfaktor und sicherte zahlreichen Menschen der Umgebung ein Einkommen. 1928 musste der Graf von Arco-Zinneberg, dessen Familie das Schloss seit 1890 besaß, den großen St.-Georgi-Forst schlagen, um mit dem Holzverkauf seine Schulden zu tilgen. Er musste trotzdem verkaufen, der Wald ging in Staatsbesitz über und wurde sofort wieder aufgeforstet.
Kurz vor Ausbruch des Zweiten Weltkriegs baute die Wehrmacht ab 1938 in den Jungwald eine getarnte Munitionsanstalt, die Heeres-Munitionsanstalt (Muna) St. Georgen, in der Giftgas hergestellt und Munition gebunkert wurde. Da das Areal der Muna St. Georgen von den Luftangriffen der US Air Force verschont geblieben war, wurden in die intakten Gebäude gleich nach Kriegsende zahlreiche Heimatvertriebene einquartiert, die leerstehende Hallen auch für gewerbliche Zwecke nutzten. Am 1. Oktober 1950 wurde durch die Regierung von Oberbayern aus der Neusiedlung, die in dem Forst auf Gebietsanteilen der Gemeinden Palling, Pierling, Stein an der Traun und Traunwalchen entstanden war, eine neue Gemeinde mit dem Namen Traunreut geschaffen. Die neue Gemeinde entwickelte sich bald zur heutigen Stadt Traunreut, inzwischen die größte Stadt im Landkreis Traunstein.
Die Gemeinde Stein an der Traun trat am 1. Januar 1978 kleine Gebiete an die Nachbargemeinde Altenmarkt an der Alz ab. Am 1. Mai 1978 wurde das übrig gebliebene Gemeindegebiet nach Traunreut eingemeindet.
Am 25. Januar 2010 ereignete sich gegen 20 Uhr im Ort an der Pallinger Straße ein Felssturz. Der aus Nagelfluh bestehende Gesteinsbrocken von der Größe eines Busses zerstörte ein etwa hundert Jahre altes Wohnhaus. Zwei der vier Bewohner fanden hierbei den Tod.

### Demographie
| Jahr | Einwohnerzahl | Anmerkungen |
| ---- | ------------- | --- |
| 1818 | 136           | in 21 Häusern, gezählt Mitte 1818 im Dekanat Peterskirchen |
| 1824 | 135           | in 23 Wohngebäuden |
| 1871 | 555           | am 1. Dezember 1871, davon 552 Katholiken und drei Evangelische (108 Wohngebäude) |
| 1877 | 889           | [ 21 ] |
| 1900 | 1053          | [ 21 ] |
| 1910 | 1227          | am 1. Dezember in der Landgemeinde, davon 725 im Dorf Stein, 72 in Anning, 5 in Au bei Sankt Georgen, 19 in Buchberg, 6 in Daxberg, 19 in Gigling, 20 in Hochreit, 9 in Höhenberg, 23 in Hohenester, 13 in Mais, 9 in Oberhaus, 6 in Plattenberg, 27 in Poschmühle, 8 in Reit, 35 in Roitham, 91 in Sankt Georgen, 2 in Schneckenberg, 20 in Steineck, 85 in Weisbrunn, 30 in Weisham und 13 in Zieglstadl |
| 1925 | 1237          | [ 21 ] |
| 1933 | 1163          | [ 23 ] |
| 1939 | 1177          | [ 23 ] |
| 1950 | 1975          | [ 21 ] |
| 1961 | 2025          | [ 21 ] |
| 1970 | 2314          | [ 21 ] |

### Kirchspiel
Katholische Einwohner sind in St. Georgen eingepfarrt.

## Sehenswürdigkeiten
Die Höhlenburg Schloss Stein ist die bedeutendste Höhlenburg Deutschlands. Die Burganlage besteht aus drei Teilen:
- Dem Hochschloss an der fast 50 m steil abfallenden Nagelfluhwand.
- Der Höhlenburg darunter, die verborgen im Fels eine Verbindung ins Trauntal schafft.
- Dem Unterschloss in Stein selbst, es beherbergt heute ein Internat, Schule Schloss Stein.

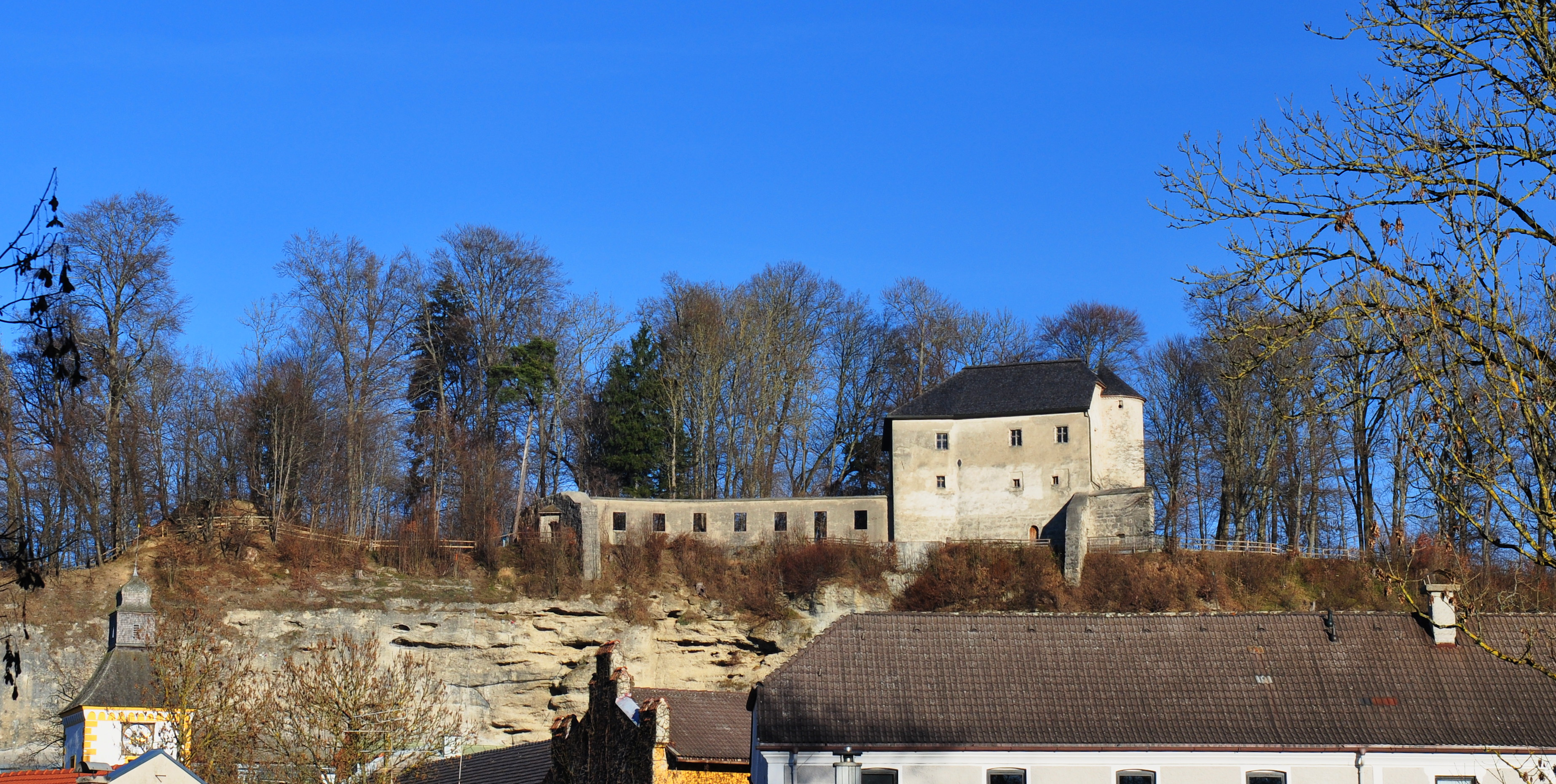
Hochschloss
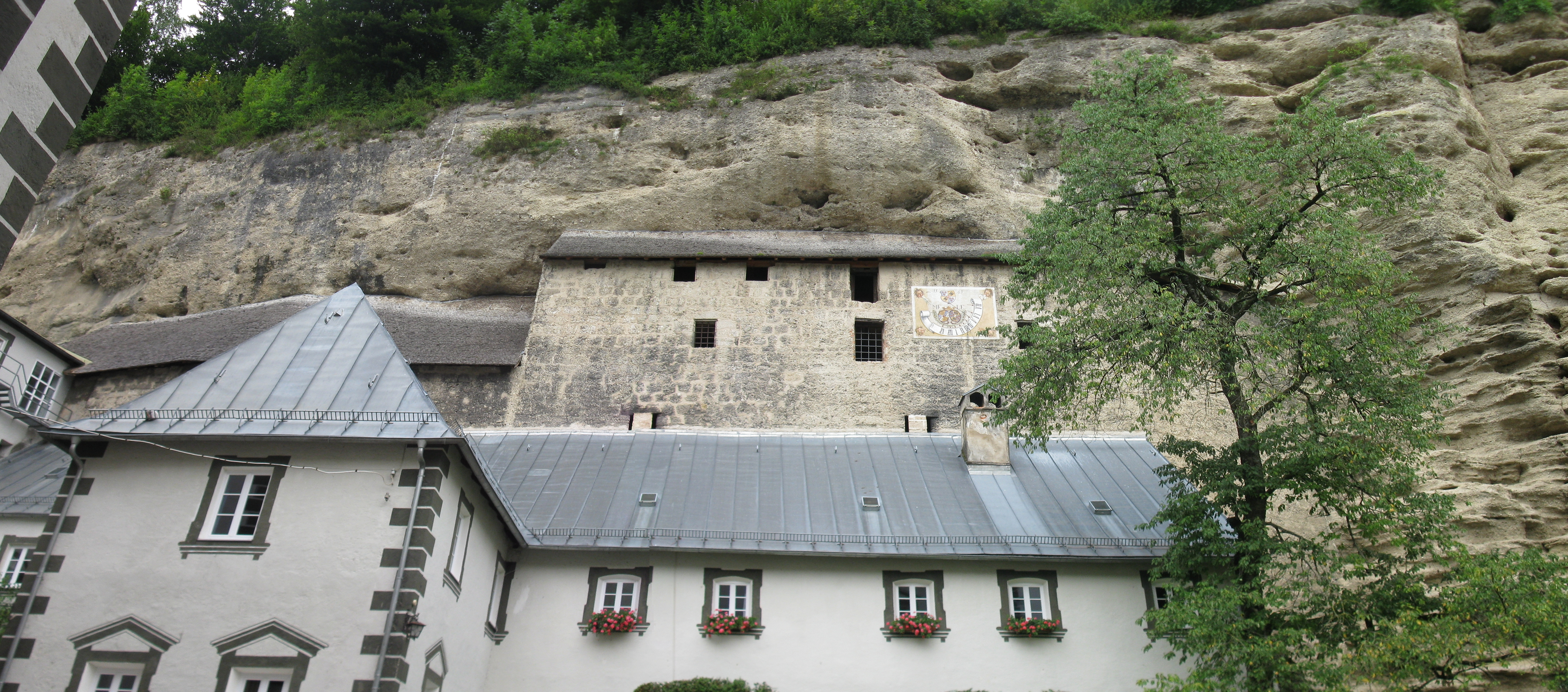
Höhlenburg
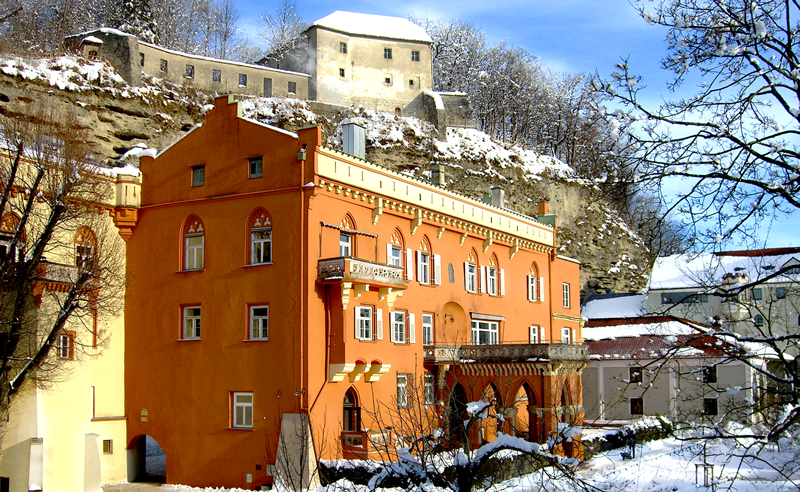
Unterschloss

## Veranstaltungen
- Seit 1987 finden in unregelmäßigen Abständen, meist, alle drei bis vier Jahre, auf dem Hochschloss die Steiner Spiele statt, ein Freilichttheater mit der Burg als Kulisse. Hierzu wird eigens ein Stück geschrieben, das von Laien, Amateuren und professionellen Schauspielern mit musikalischer Untermalung aufgeführt wurde.[24]
- Seit 2009 findet in Stein jährlich das Steiner Burg Festival statt, bei dem Bands aus der Mittelalterszene auftreten[25]

## Wirtschaft und Infrastruktur

### Verkehr
- Stein an der Traun hat einen Haltepunkt an der Traun-Alz-Bahn.

### Unternehmen
- Schlossbrauerei Stein

## Persönlichkeiten
- Albert von Toerring-Stein, Bischof von Regensburg von 1613 bis 1649
- Adam Lorenz von Toerring-Stein, Bischof von Regensburg von 1663 bis 1666
- Amélie von Leuchtenberg, Witwe des Kaisers von Brasilien
- Lorenz Brandl (1882–1955), Bürgermeister von Stein an der Traun